# Jean-Paul-Égide Martini
Jean-Paul-Égide Martini (31. srpna 1741 Freystadt – 14. února 1816 Paříž) byl francouzský hudební skladatel německého původu, představitel klasicismu.
Narodil se v Bavorském kurfiřtství jako Johann Paul Aegidius Martin, jeho otcem byl varhaník Andreas Martin. Absolvoval jezuitský seminář v Neuburgu, studium filozofie ve Freiburgu nedokončil. Od roku 1760 žil v Nancy a od roku 1764 v Paříži. Vystupoval také pod jmény Johann Schwarzendorf, Martini Il Tedesco nebo Jean-Paul-Gilles Martini. Sloužil v husarském pluku a byl členem zednářské lóže Les Amis Reunis. Roku 1788 byl jmenován hlavním skladatelem francouzského královského dvora. V letech 1796 až 1802 působil na Conservatoire national supérieur de musique et de danse de Paris.
Jeho nejznámějším dílem je píseň „Plaisir d'amour“, k níž napsal slova Jean-Pierre Claris de Florian. Skladbu aranžoval Hector Berlioz, zpívali ji Nana Mouskouri, Charles Aznavour a Mireille Mathieu, zazněla ve filmu Dědička, Elvis Presley použil melodii ve svém hitu „Can't Help Falling in Love“. Je také autorem oper Annette et Lubin, L'amoureux de quinze ans, Henry IV, ou La bataille d'Ivry a Le Droit du Seigneur, věnoval se i vojenským pochodům a církevní hudbě. V roce 1815 složil rekviem za krále Ludvíka XVI., které bylo provedeno v bazilice Saint-Denis.
Je pohřben na hřbitově Père-Lachaise. V desátém pařížském obvodu je po něm pojmenována slepá ulice Impasse Martini. Německý spisovatel Hans Regensburger o něm napsal životopisný román.